# Sanofi
Sanofi je globální diverzifikovaná farmaceutická skupina, která patří ke světovým lídrům v oblasti poskytování zdravotní péče. Vyvíjí, vyrábí a distribuuje léky, vakcíny a inovativní terapeutická řešení. Staví na sedmi růstových platformách: diabetes, vakcíny, inovativní léky, vzácná onemocnění, volně prodejné léky, rozvíjející se trhy a zdraví zvířat. Je světovým lídrem na trhu očkovacích látek a v oblasti zdraví zvířat. Významnou součástí společnosti je vlastní výzkum a vývoj v oblastech roztroušené sklerózy, diabetu, onkologie, vzácná onemocnění, kardiovaskulární a metabolická onemocnění a imunologie.

## Sanofi v České republice
Společnost vznikla postupným spojováním farmaceutických firem na mezinárodní úrovni a v České republice je přítomna od konce devadesátých let 20. století. Její portfolio zahrnuje širokou škálu lečiv. V rámci skupiny v Česku působí i divize očkovacích látek Sanofi Pasteur, biotechnologická společnost Genzyme, zaměřená na léčbu vzácných onemocnění a roztroušené sklerózy.